# Серрітос (Каліфорнія)
Серрітос (англ. Cerritos) — місто (англ. city) в США, в окрузі Лос-Анджелес штату Каліфорнія. Населення — 49 578 осіб (2020).

## Географія
Серрітос розташований за координатами 33°52′5″ пн. ш. 118°4′9″ зх. д. / 33.86806° пн. ш. 118.06917° зх. д. (33.868049, -118.069208).  За даними Бюро перепису населення США в 2010 році місто мало площу 22,94 км², з яких 22,60 км² — суходіл та 0,34 км² — водойми.

## Демографія
Згідно з переписом 2010 року, у місті мешкала 49 041 особа в 15 526 домогосподарствах у складі 13 355 родин. Густота населення становила 2138 осіб/км².  Було 15859 помешкань (691/км²).
Расовий склад населення:
| - 61,9 % — азіатів - 23,1 % — білих - 6,9 % — чорних або афроамериканців - 0,3 % — вихідців з тихоокеанських островів - 0,3 % — корінних американців - 3,7 % — осіб інших рас |

До двох чи більше рас належало 3,8 %. Частка іспаномовних становила 12,0 % від усіх жителів.
За віковим діапазоном населення розподілялося таким чином: 20,4 % — особи молодші 18 років, 61,9 % — особи у віці 18—64 років, 17,7 % — особи у віці 65 років та старші. Медіана віку мешканця становила 44,0 року. На 100 осіб жіночої статі у місті припадало 92,6 чоловіків;  на 100 жінок у віці від 18 років та старших — 89,6 чоловіків також старших 18 років.
Середній дохід на одне домашнє господарство  становив 109 458 доларів США (медіана — 90 321), а середній дохід на одну сім'ю — 115 769 доларів (медіана — 99 915). Медіана доходів становила 64 803 долари для чоловіків та 53 206 доларів для жінок. За межею бідності перебувало 4,8 % осіб, у тому числі 4,2 % дітей у віці до 18 років та 5,4 % осіб у віці 65 років та старших.
Цивільне працевлаштоване населення становило 22 549 осіб. Основні галузі зайнятості: освіта, охорона здоров'я та соціальна допомога — 27,0 %, науковці, спеціалісти, менеджери — 11,6 %, роздрібна торгівля — 11,5 %.